# NGC 5073
NGC 5073 este o galaxie spirală situată în constelația Fecioara. A fost descoperită în 8 februarie 1785 de către William Herschel. Se află la o distanță de 30,34 de megaparseci de Pământ.